# Juan Martín López
Juan Martín López (* 27. Mai 1985 in Buenos Aires) ist ein argentinischer Hockeyspieler. 2016 war er mit der argentinischen Nationalmannschaft Olympiasieger und 2014 war er Weltmeisterschaftsdritter.

## Sportliche Karriere
Lòpez belegte mit der argentinischen Mannschaft 2006 den zehnten Platz bei der Weltmeisterschaft in Mönchengladbach. 2011 bezwangen die Argentinier die kanadische Mannschaft im Finale der Panamerikanischen Spiele in Guadalajara. 2012 belegten die Argentinier den zehnten Platz bei den Olympischen Spielen in London.
2013 siegten die Argentinier bei den Südamerikameisterschaften. Bei der Weltmeisterschaft 2014 in Den Haag belegten die Argentinier in ihrer Vorrundengruppe den zweiten Platz hinter den Niederländern. Nach einer Halbfinalniederlage gegen die Australier gewannen die Argentinier das Spiel um die Bronzemedaille gegen die englische Mannschaft durch zwei Tore von Matías Paredes mit 2:0. 2015 gewannen die Argentinier im Finale der Panamerikanischen Spiele in Toronto gegen die Kanadier mit 3:0. Bei den Olympischen Spielen in Rio de Janeiro belegten die Argentinier in ihrer Vorrundengruppe den dritten Platz hinter den Niederländern und den Deutschen. Im Viertelfinale bezwangen sie die spanische Mannschaft mit 2:1 und im Halbfinale besiegten sie die Deutschen mit 5:2. Im Finale gegen die belgische Mannschaft siegten die Argentinier mit 4:2 und waren damit Olympiasieger. Ende 2018 belegten die Argentinier bei der Weltmeisterschaft in Bhubaneswar den siebten Platz. Bei den Panamerikanischen Spielen 2019 in Lima trafen die Argentinier im Finale einmal mehr auf die Kanadier und gewannen zum dritten Mal in Folge den Titel. Bei den Olympischen Spielen in Tokio schied die argentinische Mannschaft im Viertelfinale mit 1:3 gegen die Deutschen aus.
Insgesamt bestritt der Mittelfeldspieler Juan Martín López über 300 Länderspiele für Argentinien. Er spielte beim Verein Banco Provincia in Vicente López. In der Olympiasiegermannschaft von 2016 standen mit Juan Manuel Vivaldi, Lucas Vila und Lucas Rossi neben López drei weitere Spieler des Vereins.